# Newcastle (Ontario)
Pour les articles homonymes, voir Newcastle.
Newcastle est une communauté urbaine intégrée à la ville de Clarington, Ontario, Canada
La cité se situe à environ 80 km de Toronto et 18 km de Oshawa.

## Démographie
| 2011  | 2016  |
| ----- | ----- |
| 8 217 | 9 167 |